# Ignazio Busca
Ignazio Busca (ur. 31 sierpnia 1731 w Mediolanie, zm. 12 sierpnia 1803 w Rzymie) – włoski kardynał.

## Życiorys
Pochodził ze szlacheckiej rodziny, był synem Lodovica Busci i Bianci Arconati Visconti. Studiował na Sapienzy, gdzie w 1759 uzyskał doktorat utroque iure. Po ukończeniu studiów został referendarzem Najwyższego Trybunału Sygnatury Apostolskiej, a następnie gubernatorem Rieti. 20 sierpnia 1775 przyjął sakrament święceń. 11 września tego samego roku został wybrany arcybiskupem tytularnym Hims, a sześć dni później przyjął sakrę. Dzień później został nuncjuszem apostolskim we Flandrii. Podczas pełnienia misji w Belgii, podlegało mu 7 regionów, jednak edykty cesarza Józefa II doprowadziły do rozszerzenia władzy Busci, zreformowały podział administracyjny i dzięki nim utworzono Główne Seminarium Duchowne w Leuven. Od 1775 do 1785 był także wikariuszem apostolskim w Holandii, a od 1785 do czasu promocji kardynalskiej – gubernatorem Rzymu i wicekamerlingiem Kościoła Rzymskiego.
30 marca 1789 został kreowany kardynałem prezbiterem i otrzymał kościół tytularny S. Mariae de Pace. Od 1791 przez roczną kadencję pełnił rolę kamerlinga Kolegium Kardynałów. 9 sierpnia 1796 został mianowany sekretarzem stanu; jego polityka stała się pretekstem do pierwszej inwazji Francji na Rzym, którą zakończył dopiero pokój w Tolentino w marcu 1797. Państwo Kościelne było zmuszone do zapłacenia też sporego odszkodowania finansowego i oddania eksklaw w Awinionie i hrabstwie Venaissin. W wyniku kolejnych niekorzystnych dla Kościoła posunięć (m.in. negocjacji z hiszpańską królową Marią Ludwiką Burbon-Parmeńską), 9 marca 1797 kardynał Busci złożył na ręce papieża rezygnację. Papież początkowo ją odrzucił, lecz 15 marca Busci ponownie podał się do dymisji, która została zaakceptowana 3 dni później. Podczas drugiej inwazji francuskiej majątek Busci został rozgrabiony, a on sam uciekł do Palermo. 2 grudnia 1800 został prefektem Kongregacji Dobrego Rządu.